# Toskánští Habsburko-Lotrinkové

Erb Františka I. Štěpána

Toskánští Habsburko-Lotrinkové je toskánská větev habsbursko-lotrinské dynastie, vládnoucí v Toskánském velkovévodství, a jejich potomků, užívajících titulů rakouských arcivévodů a arcivévodkyň a také toskánských princů a princezen.

## Historie
Zakladatelem obou těchto linií byl císař František I. Štěpán Lotrinský s Marií Terezií, který roku 1736 obdržel Toskánské velkovévodství výměnou za Lotrinské vévodství, které odstoupil Francii, která tímto stvrdila svůj souhlas s pragmatickou sankcí sepsanou císařem Karlem VI. Faktickým vládcem v Toskánsku se stal František Štěpán až o rok později, po smrti posledního toskánského velkovévody z rodu Medicejů.
Ještě před svou smrtí určil svým nástupcem v Toskánsku svého mladšího syna Petra Leopolda. Dále nařídil, že v případě vymření toskánské linie se prvorozený z hlavní linie (císař) vzdá práva na Toskánsko ve prospěch dalšího arcivévody v pořadí. Petr Leopold se se svou novomanželkou usadil ve Florenci a žil zde do roku 1790, než se po smrti bezdětného bratra Josefa stal císařem Leopoldem II.
Vládu v toskánském velkovévodství poté převzal Leopoldův mladší syn Ferdinand, jehož potomci zde vládli do roku 1860, kdy bylo velkovévodství začleněno do Sardinsko-piemontského a později Italského království. Posledním toskánským velkovévodou byl Ferdinand IV., který se stal také prvním titulárním panovníkem zaniklého velkovévodství. Nynějším titulárním velkovévodou je Zikmund Toskánský, který je prapravnukem Ferdinanda IV.

Erb Leopolda II.

## Toskánští Habsburko-Lotrinkové v mužské linii

### Toskánská linie z let 1737–1791
1. František I. Štěpán Lotrinský (1708–1765), – toskánský velkovévoda (1737–1765)
  1. Josef II. (1741–1790)
  2. Karel Josef Habsbursko-Lotrinský (1745–1761)
  3. Leopold II. (1747–1792), – toskánský velkovévoda (1765–1791)
    1. František II. (1768–1835)
    2. Ferdinand III. Toskánský (1769–1824) – zakladatel habsbursko-toskánské linie od roku 1791
    3. Karel Ludvík Rakousko-Těšínský (1771–1847), – zakladatel „linie vojevůdců“
    4. Alexandr Leopold Habsbursko-Lotrinský (1772–1795), uherský palatin
    5. Albrecht Jan Josef (1773–1774)
    6. Maxmilián Jan Josef (1774–1778)
    7. Josef Habsbursko-Lotrinský (1776–1847), palatin Uherský – zakladatel uherské linie
    8. Antonín Viktor Habsbursko-Lotrinský (1779–1835), kníže kolínský, velmistr Německého řádu
    9. Jan Habsbursko-Lotrinský (1782–1859)
    10. Rainer Josef Habsbursko-Lotrinský (1783–1853), vicekrál lombardsko-benátský
    11. Ludvík Habsbursko-Lotrinský (1784–1864)
    12. Rudolf Jan Habsbursko-Lotrinský (1788–1831), kardinál, biskup olomoucký

  4. Ferdinand Karel Habsbursko-Lotrinský (1754–1806), – zakladatel linie Rakouští-Este
  5. Maxmilián František Habsbursko-Lotrinský (1756–1801), biskup münsterský, kurfiřt (kníže) kolínský, zakladatel university v Bonnu.

znak toskánských velkovévodů v letech (1840-1860)

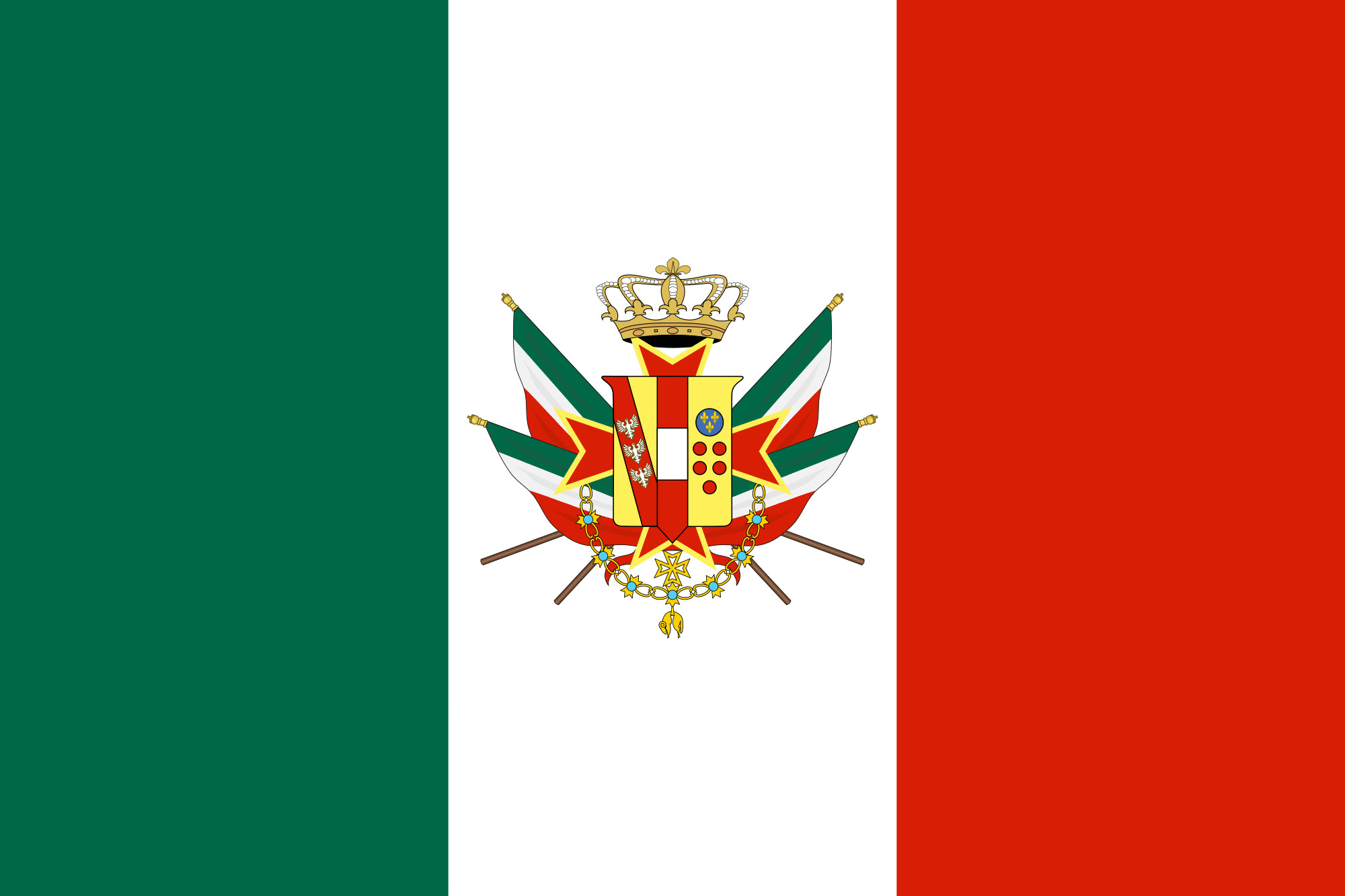
Vlajka z roku 1848

### Toskánská linie Ferdinanda III.
1. Ferdinand III. Toskánský (1769–1824), toskánský velkovévoda (1791–1824)
  1. František Leopold (1794–1800)
  2. Leopold II. Toskánský (1797–1870), toskánský velkovévoda (1824–1859)
    1. Ferdinand IV. Toskánský (1835–1908), toskánský velkovévoda (1859–1860), titulární velkovévoda (1860–1908)
      1. Leopold Wölfling (1868–1935)
      2. Josef Ferdinand Toskánský (1872–1942), nejvyšší generál, titulární velkovévoda (1908–1921)
      3. Petr Ferdinand Toskánský (1874–1948), titulární velkovévoda (1921–1948)
        1. Gottfried Toskánský (1902–1984), titulární velkovévoda (1948–1984)
          1. Leopold František Toskánský (* 1942), titulární velkovévoda (1984–1993)
            1. Zikmund Toskánský (* 1966), titulární velkovévoda od roku 1993
              1. Leopold Amedeo (* 2001)
              2. Maxmilián (* 2004)

            2. Guntram (*1967)
              1. Titien Leopold (* 2004)

        2. Jiří Toskánský (1905–1952)
          1. Guntram (1937–1944)
          2. Ratbot (* 1938)
          3. Jan (* 1946)
          4. Jiří (* 1952)

      4. Jindřich Ferdinand Toskánský (1878–1969)

    2. Karel Salvátor Rakousko-Toskánský (1839–1912)
      1. Leopold Salvátor Rakousko-Toskánský (1863–1931), nejvyšší generál
        1. Rainer Karel (1895–1930)
        2. Leopold (1897–1958)
        3. Antonín Rakousko-Toskánský (1901–1987)
          1. Stefan (1932–1998)
          2. Dominik (* 1937)

        4. František Josef Toskánský (1905–1975)
        5. Karel Pius Rakousko-Toskánský (1909–1953)

      2. František Salvátor Rakousko-Toskánský (1866–1939)
        1. František Karel (1893–1918)
        2. Hubert Salvátor Rakousko-Toskánský (1894–1971)
          1. Bedřich Salvátor (1927–1999)
          2. Ondřej Salvátor (* 1936)
          3. Markus Emanuel (* 1946)
          4. Jan Maxmilián (* 1947)
          5. Michael Salvátor (* 1949)

        3. Theodor Salvátor Rakousko-Toskánský (1899–1978)
        4. Klement Salvátor Habsbursko-Altenburský (1904–1974)

      3. Albrecht Salvátor (1871–1896)
      4. Rainer Salvátor (1880–1889)
      5. Ferdinand Salvátor (1888–1891)

    3. Rainer (1842–1844)
    4. Ludvík Salvátor Toskánský (1847–1915)
    5. Jan Salvátor Toskánský (1852; roku 1911 prohlášen za nezvěstného)